# Fearless (EP)
Fearless (estilizado em letras maiúsculas) é o primeiro extended play do grupo feminino sul-coreano Le Sserafim. Foi lançado digitalmente em 2 de maio de 2022 pela Source Music.

## Antecedentes
Em 14 de março de 2022, a Source Music anunciou que estrearia um novo grupo feminino em colaboração com a Hybe Corporation.  Uma semana depois, a Hybe Corporation anunciou que o grupo estrearia em maio. Em 13 de abril, foi anunciado que o grupo lançaria seu EP de estreia Fearless em 2 de maio. Em 25 de abril, a lista de faixas foi lançada, com "Fearless" anunciado como o primeiro single.  Dois dias depois, o vídeo do medley de destaque foi lançado. Teasers de videoclipe para o single principal foram lançados em 29 de abril e 1 de maio, respectivamente.

## Composição
A faixa de abertura, "The World is My Oyster", é caracterizada por "um ritmo forte e um clima psicodélico que [é] uma reminiscência da passarela de um desfile de moda". O primeiro single "Fearless" é uma música pop funk e alternativa com letras sobre "avançar sem ser abalado pelo passado". A terceira faixa "Blue Flame" é uma música disco-punk com "uma melodia sofisticada e uma atmosfera misteriosa". A quarta faixa "The Little Mermaid" foi descrita como uma releitura do conto de fadas A Pequena Sereia "da perspectiva de Le Sserafim". A faixa final "Sour Grapes" foi "inspirada na fábula The Fox and the Grapes de Aesop" e apresenta letras detalhando "[a] psicologia da pura curiosidade sobre o amor e o lado egoísta de se valorizar mais".

## Promoção
Após o lançamento de Fearless, Le Sserafim realizou um showcase ao vivo na mesma data para apresentar o extended play e se comunicar com seus fãs. O grupo cantou "Fearless" e "Blue Flame" durante o showcase.

## Lista de faixas
| Lista de faixas de "Fearless" |                          |         |  |
| N.º                           | Título                   | Duração |  |
| 1.                            | "The World Is My Oyster" | 1:47    |  |
| 2.                            | Sem título               | 2:48    |  |
| 3.                            | "Blue Flame"             | 3:22    |  |
| 4.                            | "The Great Mermaid"      | 2:58    |  |
| 5.                            | "Sour Grapes"            | 3:17    |  |
| Duração total:                | Duração total:           | 14:12   |  |

Notas
- Todas as faixas foram produzidas por 13.

## Desempenho nas tabelas

### Tabelas semanais
| Tabela musical (2022)   | Melhores posições |
| ----------------------- | ----------------- |
| Hungria (MAHASZ)        | 37                |
| Japão (Oricon)          | 3                 |
| Japão (Billboard Japan) | 1                 |
| Coreia do Sul (Gaon)    | 2                 |

### Tabelas mensais
| Tabelas mensais (2022) | Melhores posições |
| ---------------------- | ----------------- |
| Japão (Oricon)         | 9                 |
| Coreia do Sul (Gaon)   | 5                 |